# 野地紀一
野地 紀一（のじ きいち、1908年7月24日 - 1988年12月7日）は、日本の経営者。清水建設社長、会長を務めた。福島県出身。

## 経歴・人物
1931年に東京帝国大学工学部建築学科を卒業し、同年に清水組(のちの清水建設)に入社。1961年5月に取締役に就任し、1964年11月に常務、1966年9月に専務を経て、1967年11月に副社長に就任し、1972年5月には社長に昇格。1981年6月に会長に就任。
1971年4月に藍綬褒章を受章し、1978年4月に勲二等瑞宝章を受章し、1986年11月には勲一等瑞宝章を受章。
1988年12月7日呼吸不全のために死去。80歳没。